# Gemeentehuis van Emblem

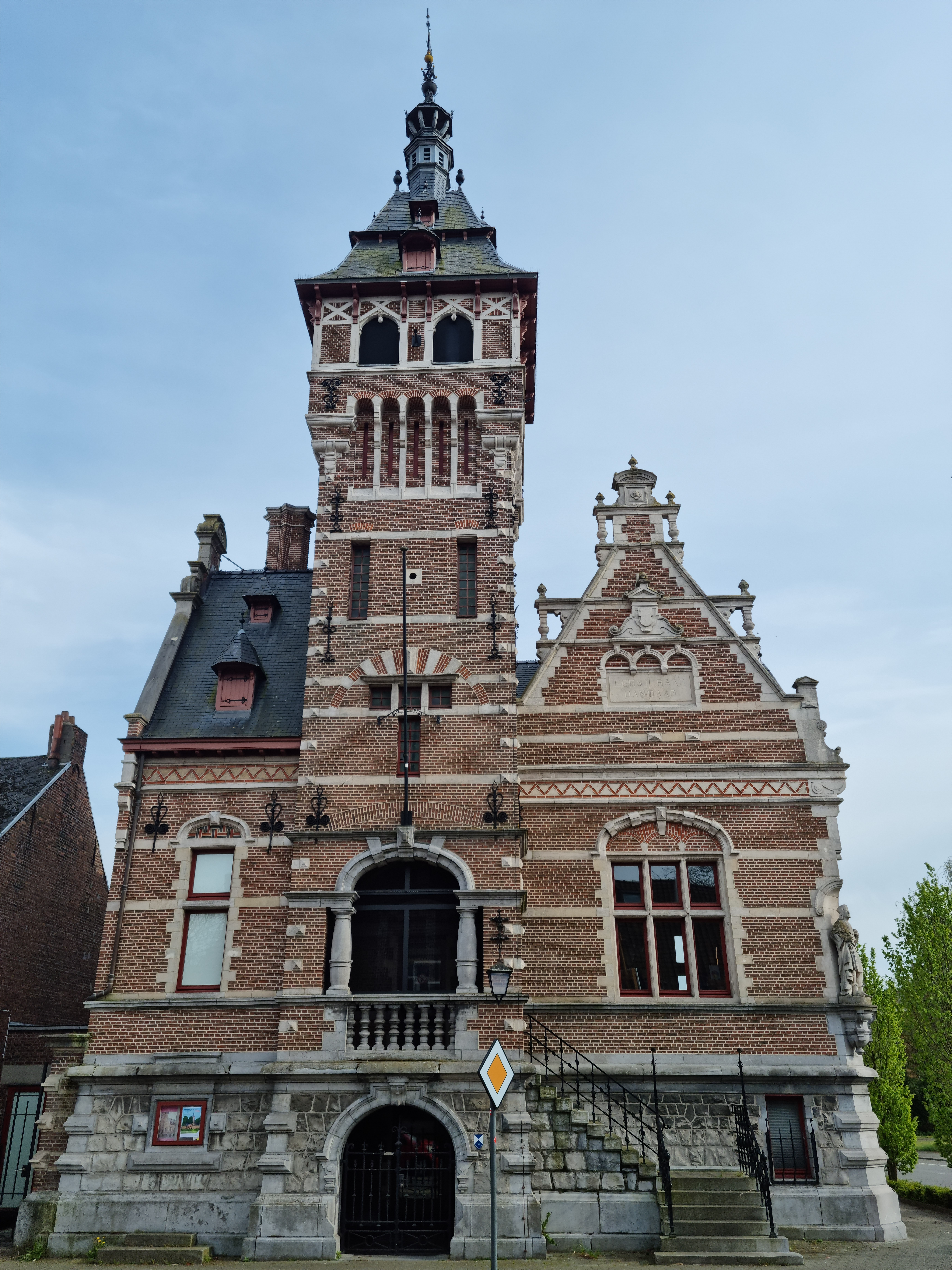
Voorgevel gemeentehuis van Emblem

Het voormalig gemeentehuis van Emblem in de gemeente Ranst in de provincie Antwerpen is gebouwd tussen 1896 en 1902. Architect Jean-Jacques Winders ontwierp het gebouw in neo-Vlaamse renaissancestijl. Het gebouw is typerend voor de gemeentehuizen van rond de eeuwwissel. Samen met de Sint-Gummaruskerk en de Sint-Gummaruskapel bepaalt het oud-gemeentehuis het dorpsbeeld van Emblem.

## Bouw en verbouwingen
In 1896 tekende architect Jean-Jacques Winders de plannen in opdracht van gemeente. In 1897 werd de opdracht tot bouwen gegeven aan aannemer Jozef Nauwelaerts. Na meningsverschillen tussen bouwmeester, aannemer en gemeenteraad en een beslissing van de rechtbank van eerste aanleg werden de werken in 1903 afgerond.
Tijdens de Eerste Wereldoorlog, in oktober 1914, liep het gemeentehuis schade op. De schade werd hersteld in 1923 onder leiding van provinciaal bouwmeester Jan Sel. Aannemer Richard De Bruyn van Lier voerde de werken uit voor de som van 48.300 frank.
In 1973–1974 vernieuwde architect K.C. De Dijn de trappenhal en het interieur. De originele trappen en de binnenbekleding van alle kamers op de gelijkvloerse en eerste verdieping werden volledig verwijderd. Enkel de originele binnenafwerking van de tweede verdieping en van de raadszaal, waaronder het houten plafond en de schouw, bleven gedeeltelijk bewaard. De gemeenteraad wees de verbouwingswerken toe aan aannemer P.V.B.A. Gebr. Van Velthoven uit Loenhout voor de som van 2.783.087 frank.
In 2002 leidde architect P. Bellemans de restauratie van de buitenkant. Hierbij werden vooral de gevel en het dak aangepakt: het metsel- en voegwerk werden hersteld, de gevel werd gereinigd en op het gelijkvloers en aan de zijgevel onder de schietgaten van de toren kwamen nieuwe ramen.

## Exterieur
- Het gebouw is opgetrokken in een L-vorm. Tussen twee haakse rechthoekige vleugels staat centraal een lichtjes vooruitspringende vierkante toren van zes bouwlagen onder een schilddak.
- In de noordelijke schoudergevel is er een arduinen paneel met het opschrift "Eerst raad dan daad" boven een van de ramen van de voormalige raadszaal.
- Op de hoek van de Dorpstraat en de Kesselsesteenweg is ter hoogte van de eerste verdieping een nis uitgespaard met een arduinen beeld van Sint-Gummarus als de geïdealiseerde middeleeuwse ridder. Het beeld is het werk van steenkapper-beeldhouwer Jan Van Den Brande.
- De beeltenis van Sint-Gummarus is terug te vinden in de smeedijzeren windvaan van het belfort.

## Interieur
- Het plafond van de raadszaal is een houten gewelf, een zogenaamd scheepsgewelf, waarvan de spanten rusten op natuurstenen consoles.
- In de raadszaal werden onder de huidige kleurafwerkingslaag van de schouw verschillende polychrome figuratieve voorstellingen gevonden. In de drieledige bogenfries van de schouwmantel zijn nog een kroontje en het opschrift "anno 1897" te zien. In de spits toelopende rookvanger van de schouw is een afbeelding van de heilige Sint-Gummarus bloot gelegd.

## Functies en huidige bestemming
Na de fusie met de gemeenten Broechem, Oelegem en Ranst verloor het gebouw in 1976 zijn oorspronkelijke functie. Het OCMW huisde er tot 1997. Sinds 1999 zetelt het Gemeentelijk Documentatiecentrum in het gebouw. De raadzaal wordt gebruikt voor activiteiten van de VOR (Vorming en Onderwijs Ranst).
Het voormalig gemeentehuis is sinds 18 november 1991 aangeduid als beschermd monument en sinds 29 maart 2019 als vastgesteld bouwkundig erfgoed.

## Afbeeldingen

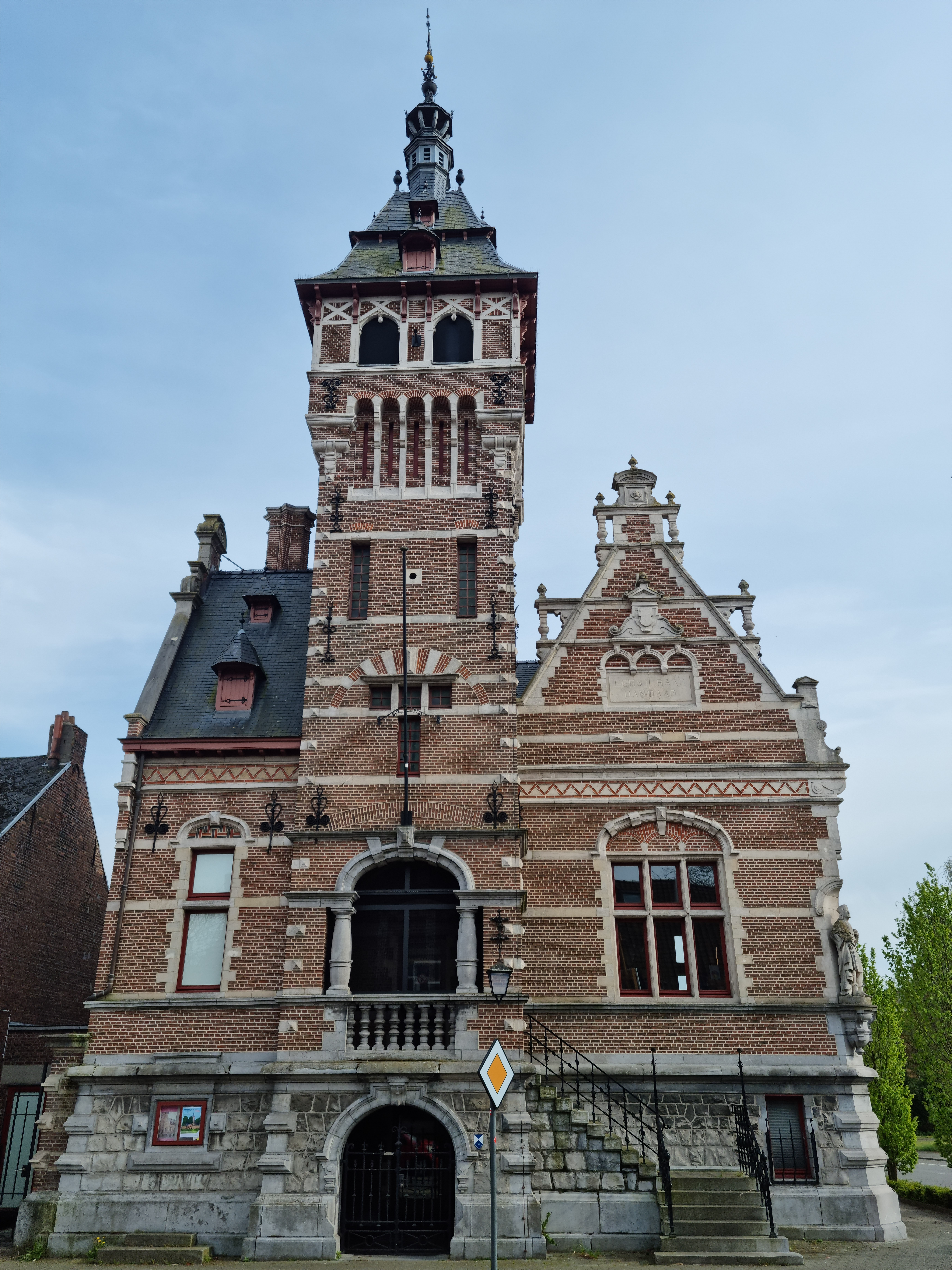
Voorgevel gemeentehuis van Emblem
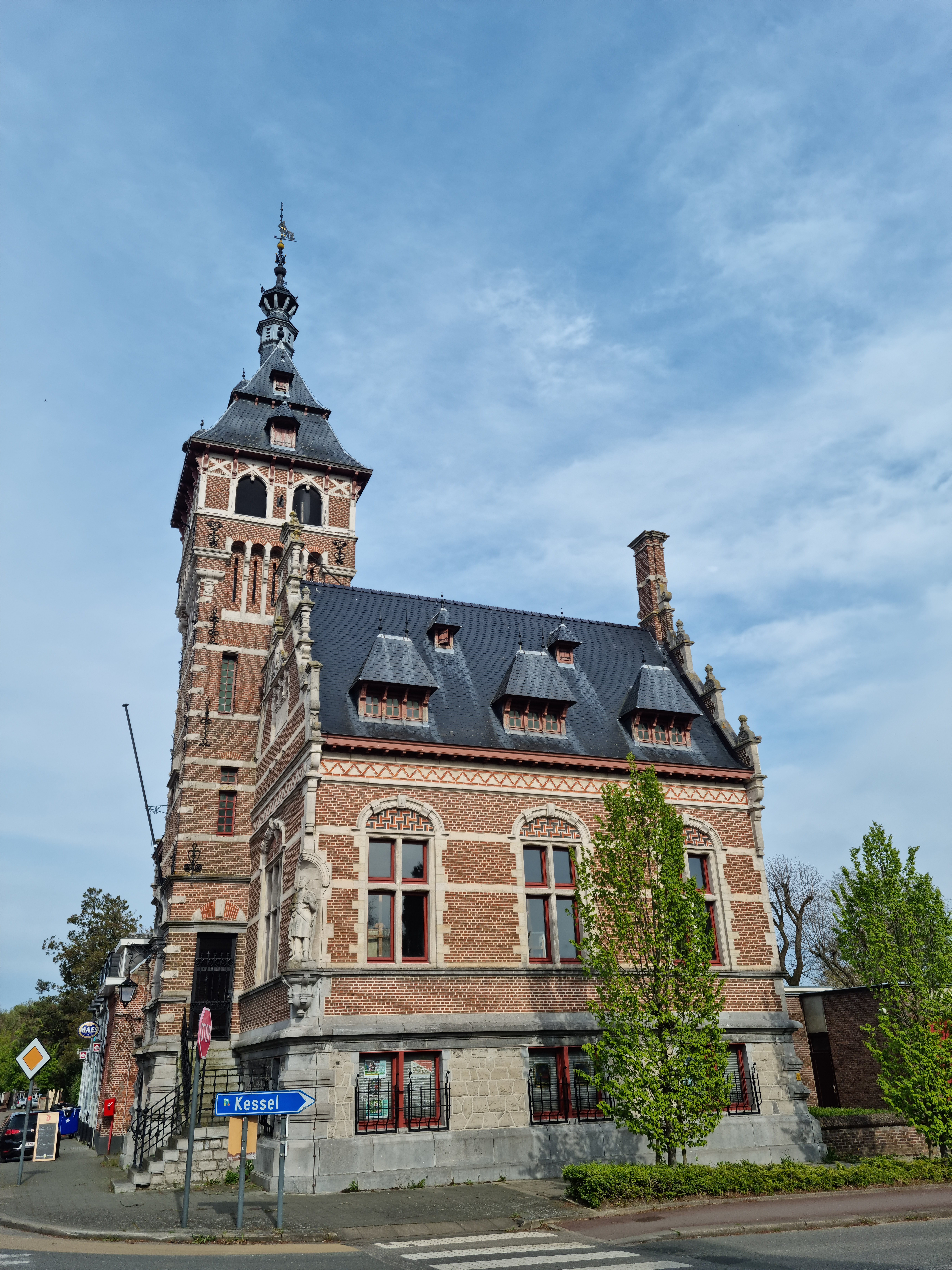
Zijgevel gemeentehuis van Emblem
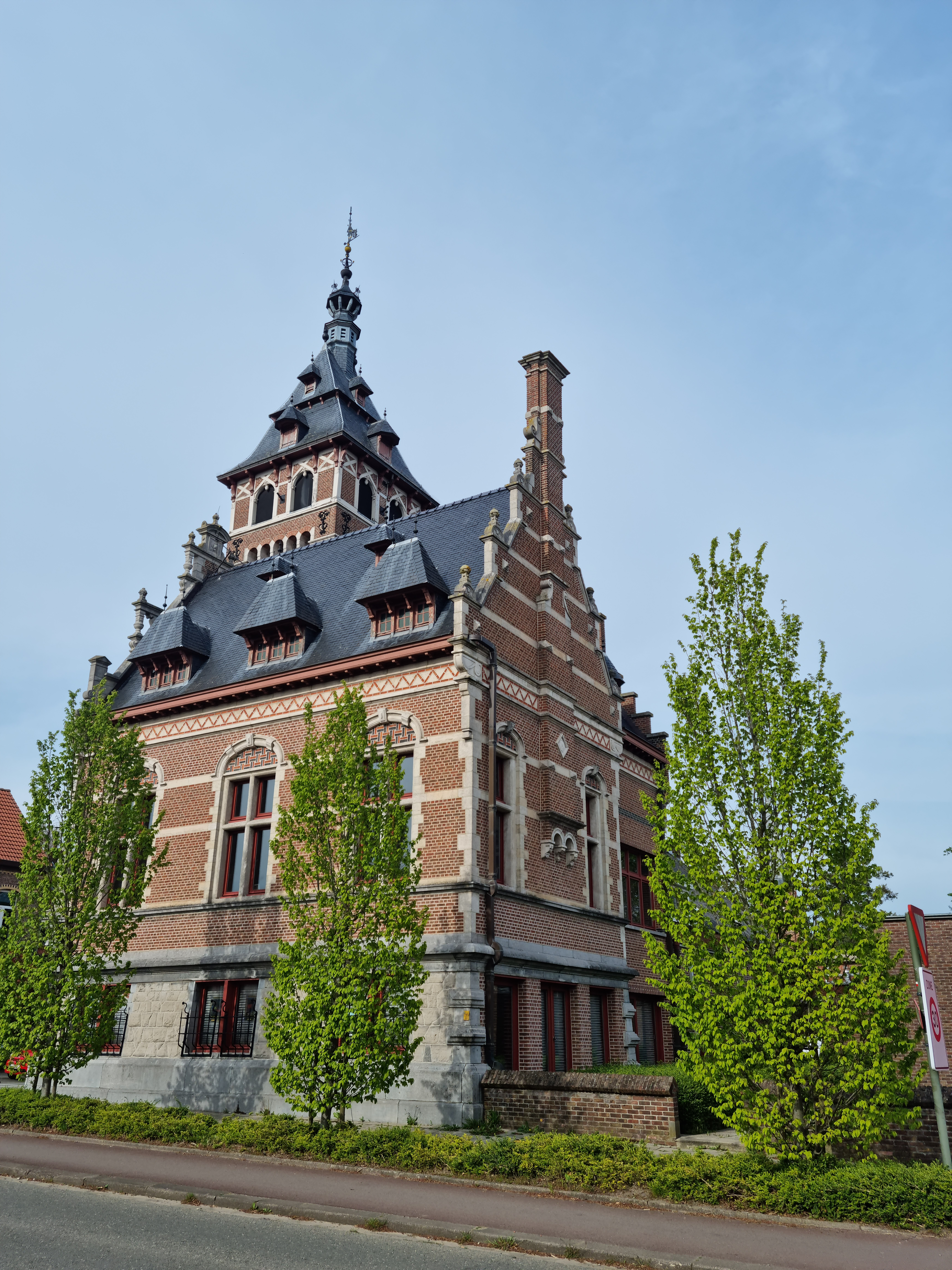
Zij- en achtergevel gemeentehuis van Emblem
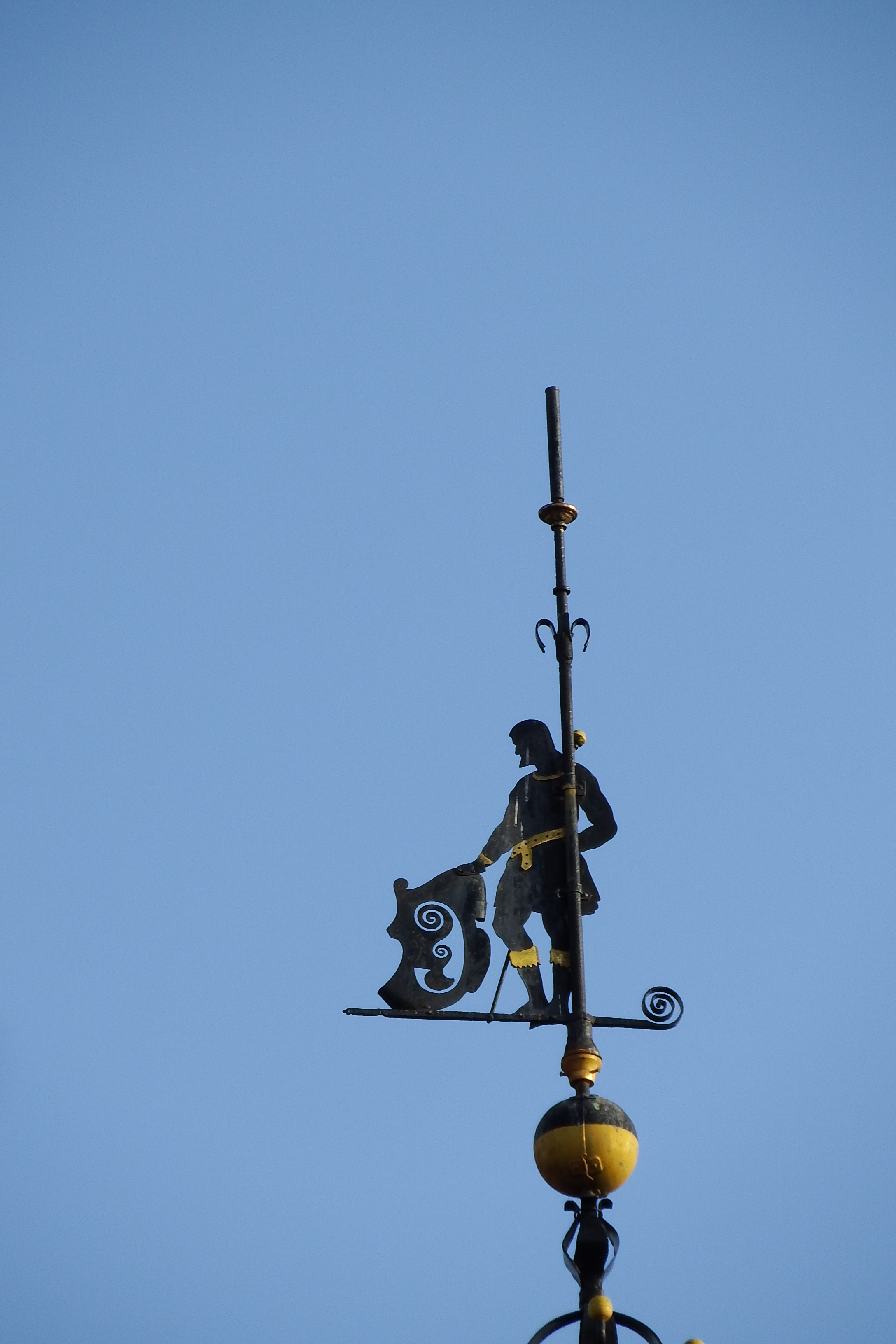
Windvaan van gemeentehuis van Emblem
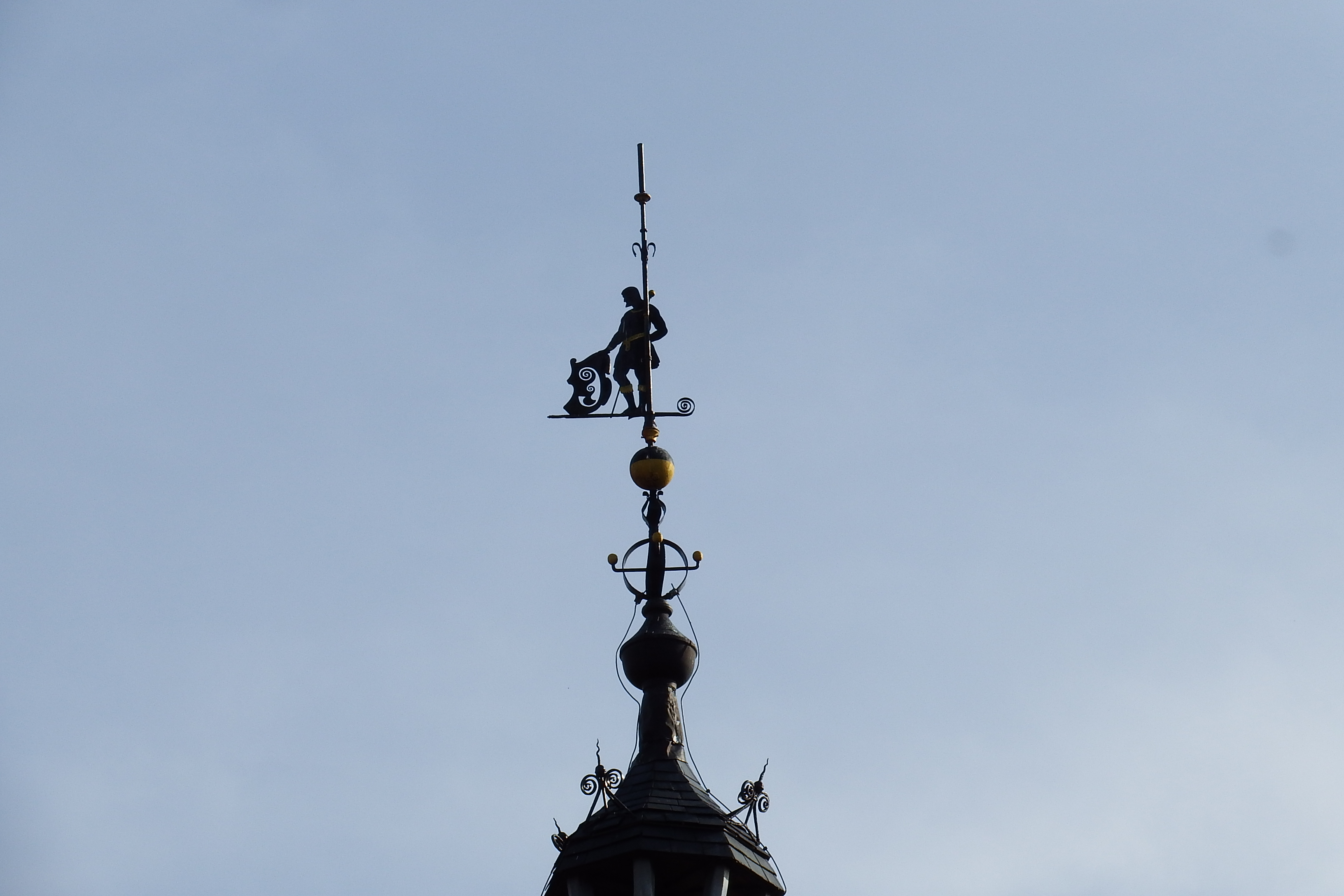
Windvaan van gemeentehuis van Emblem
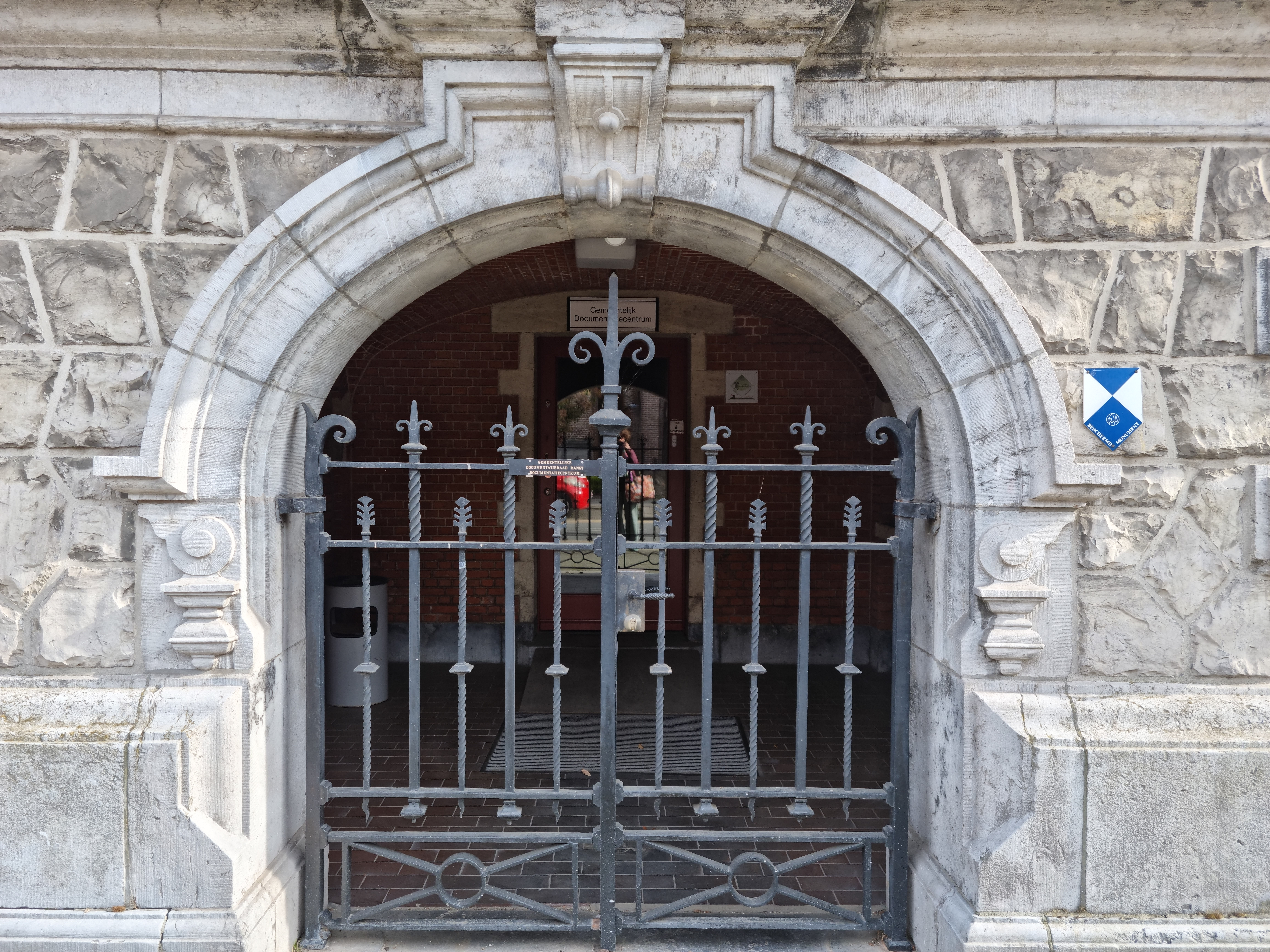
Gietijzeren poort van het gemeentehuis van Emblem
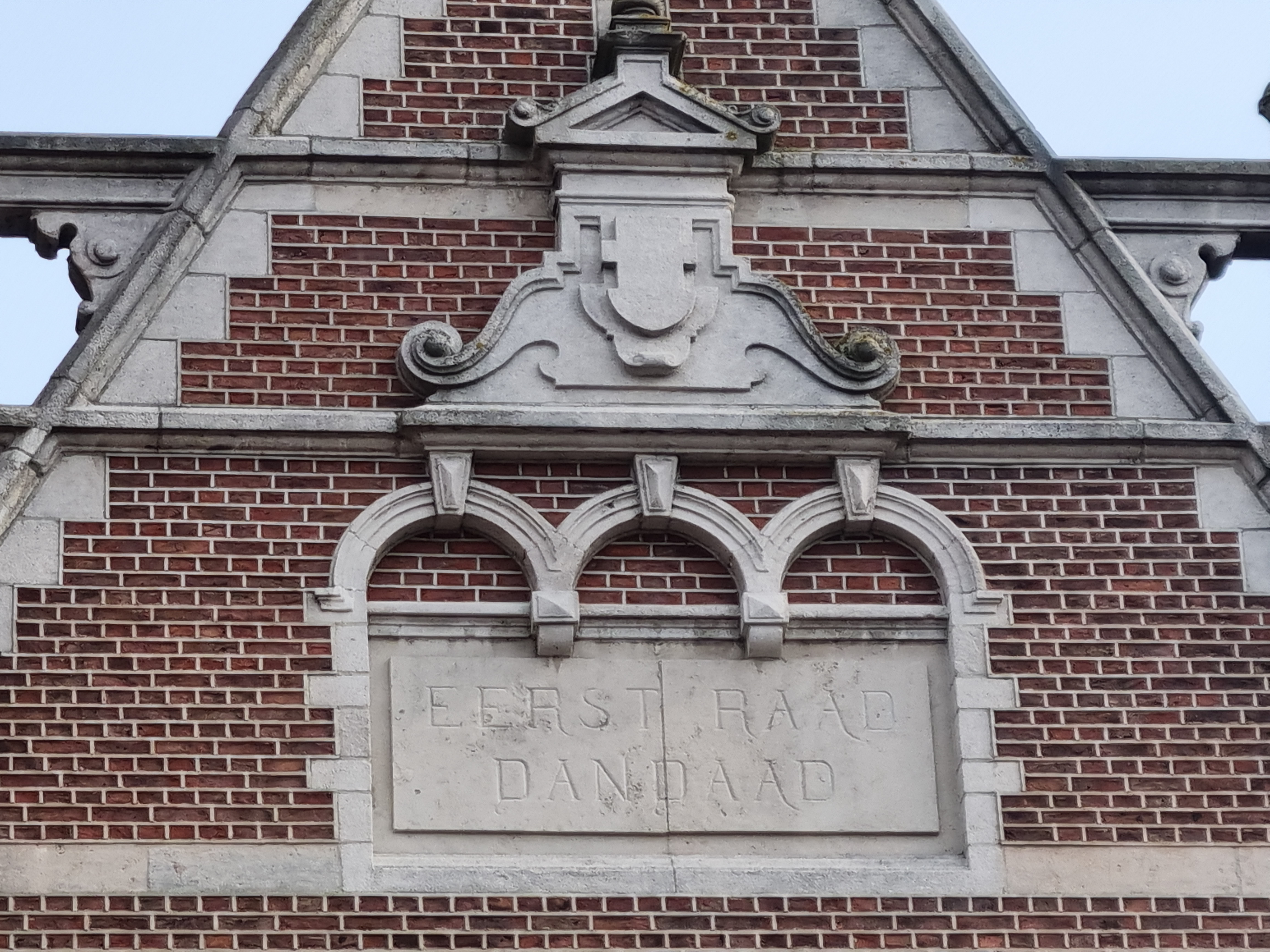
Gevelsteen met tekst 'EERST RAAD DAN DAAD'
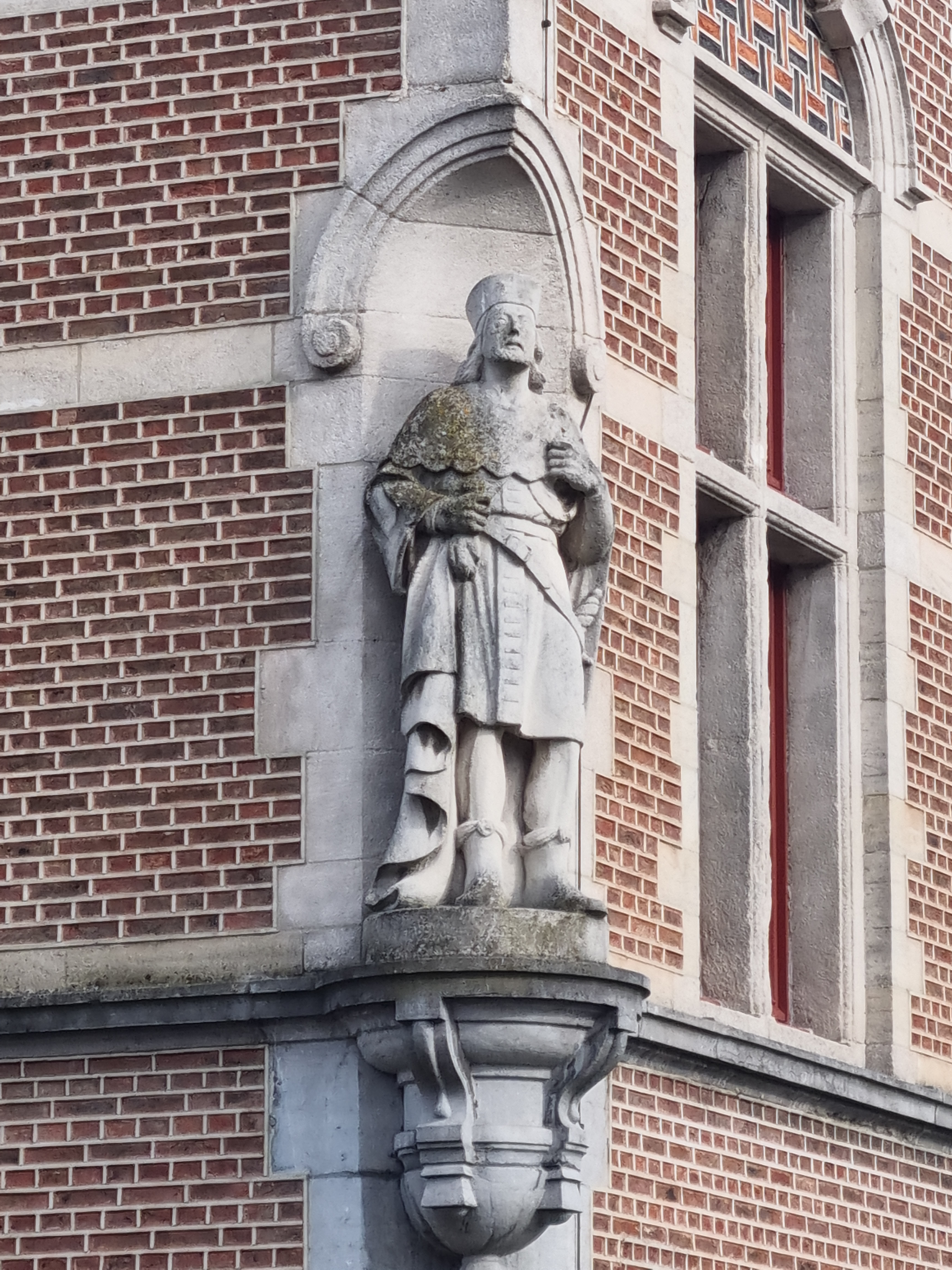
Beeld van Sint-Gummarus op de hoek van het gemeentehuis van Emblem
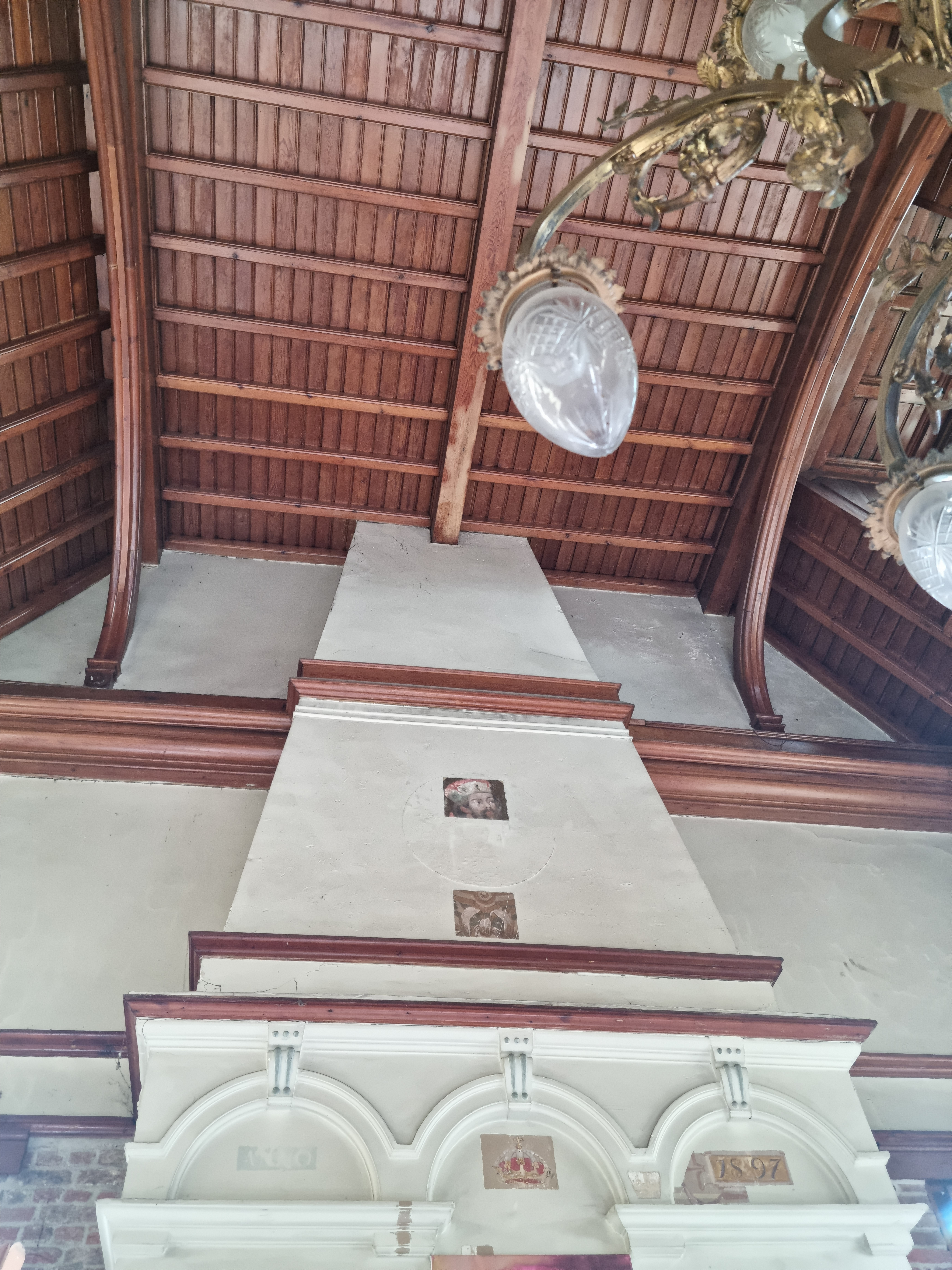
Schouw van de raadzaal van het gemeentehuis van Emblem
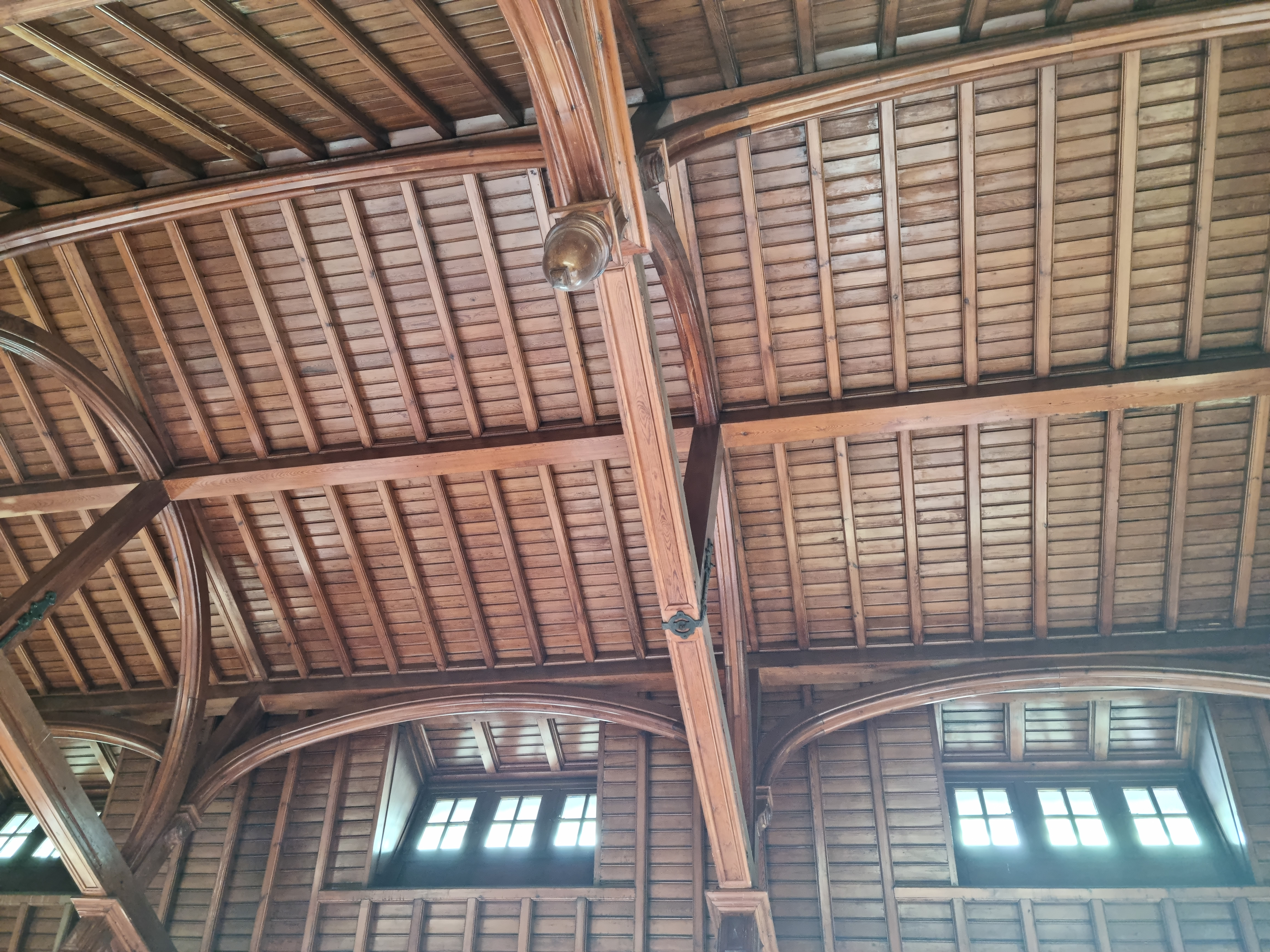
Plafond van de raadzaal van het gemeentehuis van Emblem
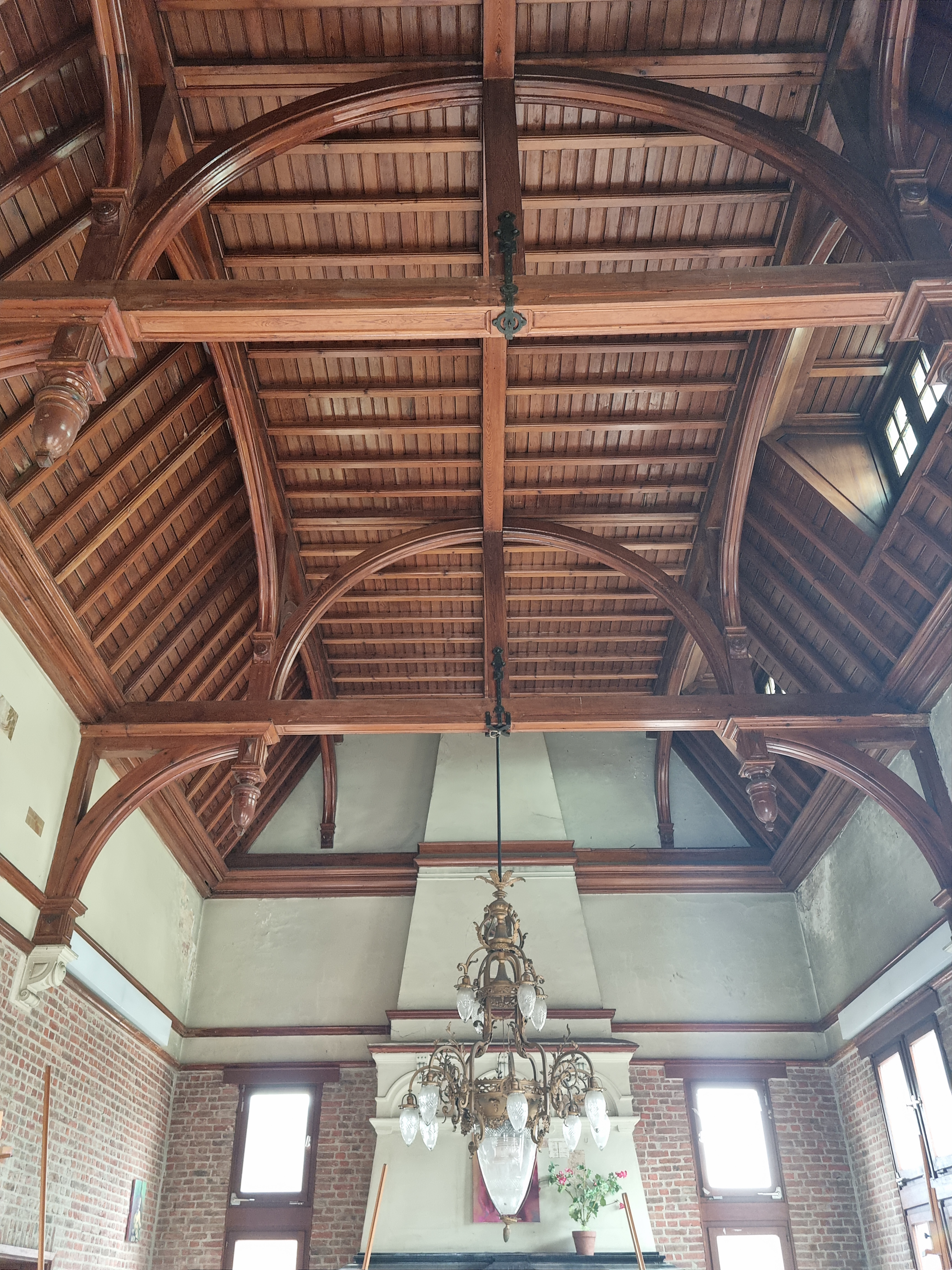
Plafond en luster van de raadzaal van het gemeentehuis van Emblem

- Inventaris van het Bouwkundig Erfgoed (Vlaanderen): 13919